# Autheuil-en-Valois
Autheuil-en-Valois ist eine französische Gemeinde mit 259 Einwohnern (Stand: 1. Januar 2022) im Département Oise in der Region Hauts-de-France (vor 2016: Picardie); sie gehört zum Arrondissement Senlis und zum Kanton Nanteuil-le-Haudouin. 

## Geographie
Autheuil-en-Valois liegt etwa 43 Kilometer ostsüdöstlich von Senlis. Umgeben wird Autheuil-en-Valois von den Nachbargemeinden Boursonne im Norden, Villers-Cotterêts im Osten, Marolles im Osten und Südosten, La Villeneuve-sous-Thury im Süden, Coyolles im Westen sowie Ivors im Nordwesten.

## Bevölkerungsentwicklung
| Jahr                      | 1962 | 1968 | 1975 | 1982 | 1990 | 1999 | 2006 | 2009 | 2013 | 2020 |
| Einwohner                 | 235  | 204  | 166  | 162  | 230  | 212  | 246  | 282  | 280  | 265  |
| Quelle: Cassini und INSEE |      |      |      |      |      |      |      |      |      |      |

## Sehenswürdigkeiten
- Kirche Saint-Martin aus dem 12. Jahrhundert (siehe auch: Liste der Monuments historiques in Autheuil-en-Valois)
- Priorat Notre-Dame mit Kirchgebäude aus dem Jahre 1120

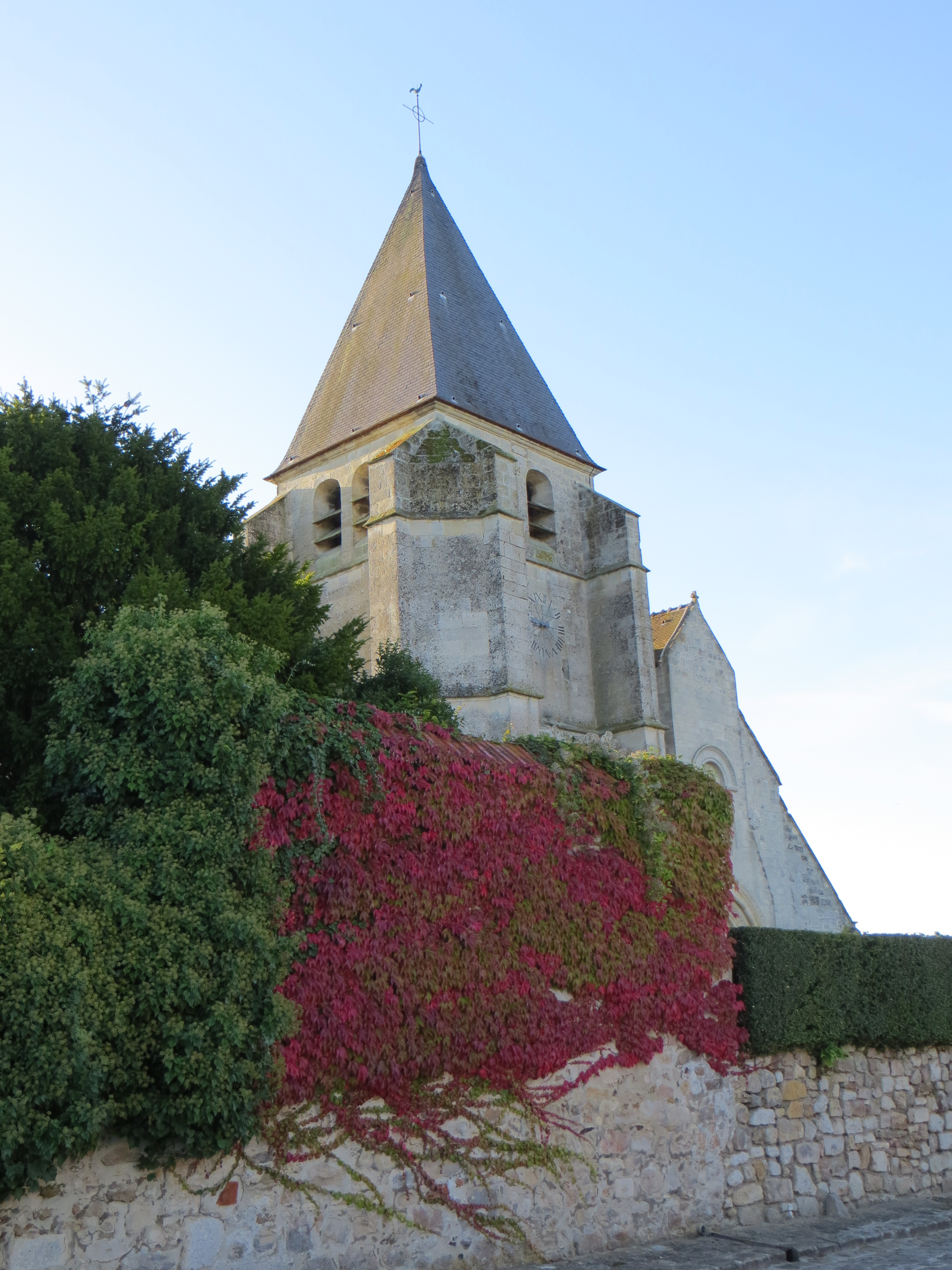
Kirche Saint-Martin